# Seznam ulic v Jemnici
Seznam ulic v Jemnici uvádí přehled ulic a veřejných prostranství ve městě Jemnice v okrese Třebíč.

## Seznam
| Název              | Pojmenováno po          | Souřadnice                       | Obrázek | Commons                      | RÚIAN   | Mapy.cz         |
| ------------------ | ----------------------- | -------------------------------- | ------- | ---------------------------- | ------- | --------------- |
| 28. října          |                         | 49°1′10″ s. š., 15°34′6″ v. d.   |         | 28. října (Jemnice)          | 600717  | stre&id=134506  |
| Bažantnice         |                         | 49°1′6″ s. š., 15°31′51″ v. d.   |         | Bažantnice (Jemnice)         | 600725  | stre&id=134507  |
| Boženy Němcové     | Božena Němcová          | 49°0′59″ s. š., 15°35′0″ v. d.   |         | Boženy Němcové (Jemnice)     | 600733  | stre&id=134508  |
| Budějovická        | Moravské Budějovice     | 49°1′4″ s. š., 15°35′12″ v. d.   |         | Budějovická (Jemnice)        | 600741  | stre&id=134509  |
| Dačická            | Dačice                  | 49°1′31″ s. š., 15°33′53″ v. d.  |         | Dačická (Jemnice)            | 600768  | stre&id=134511  |
| Dolní valy         |                         | 49°1′12″ s. š., 15°34′14″ v. d.  |         | Dolní valy (Jemnice)         | 600784  | stre&id=134513  |
| Dvořákova          | Antonín Dvořák          | 49°1′0″ s. š., 15°34′52″ v. d.   |         | Dvořákova (Jemnice)          | 600792  | stre&id=134514  |
| Dělnická           | dělník                  | 49°1′14″ s. š., 15°34′15″ v. d.  |         | Dělnická (Jemnice)           | 600776  | stre&id=134512  |
| Fialova            |                         | 49°1′9″ s. š., 15°34′49″ v. d.   |         | Fialova (Jemnice)            | 600806  | stre&id=134515  |
| Havlíčkovo náměstí | Karel Havlíček Borovský | 49°1′5″ s. š., 15°34′17″ v. d.   |         | Havlíčkovo náměstí (Jemnice) | 600814  | stre&id=134516  |
| Horní valy         |                         | 49°1′11″ s. š., 15°34′16″ v. d.  |         | Horní valy (Jemnice)         | 600822  | stre&id=134517  |
| Husova             | Jan Hus                 | 49°1′6″ s. š., 15°34′19″ v. d.   |         | Husova (Jemnice)             | 600831  | stre&id=134518  |
| Jana Vrby          | Jan Vrba                | 49°0′59″ s. š., 15°34′51″ v. d.  |         | Jana Vrby (Jemnice)          | 600849  | stre&id=134519  |
| Jandov             |                         | 49°1′9″ s. š., 15°33′49″ v. d.   |         | Jandov                       | 600857  | stre&id=134520  |
| Komenského         | Jan Amos Komenský       | 49°1′0″ s. š., 15°34′57″ v. d.   |         | Komenského (Jemnice)         | 600865  | stre&id=134521  |
| Lesnická           | lesník                  | 49°1′11″ s. š., 15°35′ v. d.     |         | Lesnická (Jemnice)           | 600881  | stre&id=134523  |
| Lesného            | Vincenc Lesný           | 49°1′ s. š., 15°34′59″ v. d.     |         | Lesného (Jemnice)            | 600873  | stre&id=134522  |
| Lípová             | lípa                    | 49°1′8″ s. š., 15°34′39″ v. d.   |         | Lípová (Jemnice)             | 600890  | stre&id=134524  |
| Malá branka        |                         | 49°1′11″ s. š., 15°34′8″ v. d.   |         | Malá branka (Jemnice)        | 600903  | stre&id=134525  |
| Masné krámy        |                         | 49°1′13″ s. š., 15°34′9″ v. d.   |         | Masné krámy (Jemnice)        | 600911  | stre&id=134526  |
| Na Parkáni         |                         | 49°1′7″ s. š., 15°34′21″ v. d.   |         | Na Parkáni (Jemnice)         | 600946  | stre&id=149988  |
| Na Podolí          |                         | 49°1′17″ s. š., 15°34′7″ v. d.   |         | Na Podolí (Jemnice)          | 600954  | stre&id=134529  |
| Na Pořadí          |                         | 49°1′21″ s. š., 15°33′57″ v. d.  |         | Na Pořadí (Jemnice)          | 600962  | stre&id=149989  |
| Na Předlískách     |                         | 49°1′17″ s. š., 15°34′33″ v. d.  |         | Na Předlískách               | 733334  | stre&id=149491  |
| Nivka              |                         | 49°1′28″ s. š., 15°35′17″ v. d.  |         | Nivka (Jemnice)              | 600971  | stre&id=134530  |
| Náměstí Svobody    | svoboda                 | 49°1′6″ s. š., 15°34′12″ v. d.   |         | Náměstí Svobody (Jemnice)    | 600938  | stre&id=134528  |
| Obůrka             |                         | 49°0′56″ s. š., 15°34′23″ v. d.  |         | Obůrka (Jemnice)             | 600989  | stre&id=134531  |
| Palackého          | František Palacký       | 49°1′10″ s. š., 15°34′29″ v. d.  |         | Palackého (Jemnice)          | 600997  | stre&id=134532  |
| Penkova            |                         | 49°1′6″ s. š., 15°34′50″ v. d.   |         | Penkova                      | 601004  | stre&id=134533  |
| Pod Jandovem       |                         | 49°1′9″ s. š., 15°33′59″ v. d.   |         | Pod Jandovem                 | 601012  | stre&id=134534  |
| Pod Tržištěm       |                         | 49°1′10″ s. š., 15°34′35″ v. d.  |         | Pod Tržištěm                 | 601021  | stre&id=149990  |
| Pod Vodojemem      |                         | 49°1′25″ s. š., 15°34′52″ v. d.  |         | Pod Vodojemem (Jemnice)      | 3085678 | stre&id=5199112 |
| Polická            | Police                  | 49°0′51″ s. š., 15°34′35″ v. d.  |         | Polická (Jemnice)            | 601039  | stre&id=134535  |
| Polní              | pole                    | 49°0′49″ s. š., 15°34′35″ v. d.  |         | Polní (Jemnice)              | 601047  | stre&id=134536  |
| Revoluční          |                         | 49°1′11″ s. š., 15°34′40″ v. d.  |         | Revoluční (Jemnice)          | 601055  | stre&id=134537  |
| Romana Havelky     | Roman Havelka           | 49°1′7″ s. š., 15°35′3″ v. d.    |         | Romana Havelky (Jemnice)     | 601063  | stre&id=134538  |
| Růžová             | růže                    | 49°0′58″ s. š., 15°35′2″ v. d.   |         | Růžová (Jemnice)             | 601071  | stre&id=134539  |
| Slavonická         | Slavonice               | 49°1′14″ s. š., 15°33′48″ v. d.  |         | Slavonická (Jemnice)         | 601080  | stre&id=134540  |
| Spojovací          |                         | 49°1′6″ s. š., 15°35′11″ v. d.   |         | Spojovací (Jemnice)          | 601098  | stre&id=134541  |
| Stará cesta        |                         | 49°1′14″ s. š., 15°33′54″ v. d.  |         | Stará cesta (Jemnice)        | 601101  | stre&id=134542  |
| Topolová           | topol                   | 49°1′14″ s. š., 15°34′55″ v. d.  |         | Topolová (Jemnice)           | 601128  | stre&id=134544  |
| Tyršova            | Miroslav Tyrš           | 49°1′2″ s. š., 15°34′33″ v. d.   |         | Tyršova (Jemnice)            | 601144  | stre&id=134546  |
| Týnice             |                         | 48°59′59″ s. š., 15°34′48″ v. d. |         | Týnice (Jemnice)             | 601152  | stre&id=134547  |
| Třešňová           | třešeň                  | 49°1′8″ s. š., 15°34′57″ v. d.   |         | Třešňová (Jemnice)           | 601136  | stre&id=134545  |
| U Kláštera         |                         | 49°1′14″ s. š., 15°34′42″ v. d.  |         | U Kláštera (Jemnice)         | 601179  | stre&id=149991  |
| U Templu           |                         | 49°1′2″ s. š., 15°34′14″ v. d.   |         | U Templu (Jemnice)           | 601187  | stre&id=149992  |
| U Víta             | kostel svatého Víta     | 49°1′20″ s. š., 15°34′50″ v. d.  |         | U Víta                       | 601195  | stre&id=134549  |
| U Černého mostu    |                         | 49°0′32″ s. š., 15°34′14″ v. d.  |         | U Černého mostu (Jemnice)    | 601161  | stre&id=134548  |
| V Ráji             |                         | 49°0′53″ s. š., 15°34′25″ v. d.  |         | V Ráji (Jemnice)             | 601225  | stre&id=149993  |
| V Zahrádkách       |                         | 49°1′2″ s. š., 15°34′9″ v. d.    |         | V Zahrádkách (Jemnice)       | 601233  | stre&id=149994  |
| Valentova          | František Valenta       | 49°1′6″ s. š., 15°34′54″ v. d.   |         | Valentova (Jemnice)          | 601241  | stre&id=134552  |
| Velká brána        |                         | 49°1′10″ s. š., 15°34′23″ v. d.  |         | Velká brána (street)         | 601250  | stre&id=134553  |
| Větrná             | vítr                    | 49°0′46″ s. š., 15°34′36″ v. d.  |         | Větrná (Jemnice)             | 601268  | stre&id=134554  |
| Větrný kopec       | kopec vítr              | 49°0′50″ s. š., 15°34′28″ v. d.  |         | Větrný kopec                 | 601276  | stre&id=134555  |
| Znojemská          | Znojmo                  | 49°0′51″ s. š., 15°35′4″ v. d.   |         | Znojemská (Jemnice)          | 601292  | stre&id=134557  |
| Zámecká            | zámek Jemnice           | 49°1′3″ s. š., 15°34′14″ v. d.   |         | Zámecká (Jemnice)            | 601284  | stre&id=134556  |
| myslivna Záděra    |                         | 49°3′8″ s. š., 15°36′8″ v. d.    |         |                              | 600920  | stre&id=134527  |
| Údolní             | údolí                   | 49°0′56″ s. š., 15°34′8″ v. d.   |         | Údolní (Jemnice)             | 601209  | stre&id=134550  |
| Úvoz               |                         | 49°1′15″ s. š., 15°34′27″ v. d.  |         | Úvoz (Jemnice)               | 601217  | stre&id=134551  |
| Červenomlýnská     | Červený mlýn            | 49°1′29″ s. š., 15°34′10″ v. d.  |         | Červenomlýnská (Jemnice)     | 600750  | stre&id=134510  |
| Široká             | šířka                   | 49°1′10″ s. š., 15°35′7″ v. d.   |         | Široká (Jemnice)             | 601110  | stre&id=134543  |
| Želetavská         | Želetava                | 49°1′31″ s. š., 15°33′59″ v. d.  |         | Želetavská (Jemnice)         | 601306  | stre&id=134558  |
| Žižkova            | Jan Žižka               | 49°1′32″ s. š., 15°34′7″ v. d.   |         | Žižkova (Jemnice)            | 601314  | stre&id=134559  |